# Hasanbeyler, Buldan
Hasanbeyler là một xã thuộc huyện Buldan, tỉnh Denizli, Thổ Nhĩ Kỳ. Dân số thời điểm năm 2010 là 517 người.